# Осничански етнографски музей
Осничанският етнографски музей (на гръцки: Λαογραφικό Μουσείο Καστανοφύτου) в музей, разположен в село Осничани, Костурско, Гърция.
Осничани е разположено на 30 km югозападно от Костур, в планината Одре (Одрия). Музеят е разположен в старата сграда на осничанското училище и е основан в 1994 година от Осничанското културно дружество. Целта му е да запази и да демонстрира традиционната народна култура на селото – всички експонати са от Осничани.
В първата стая са изложени фотографии, които илюстрират всекидневния живот в селото и големи събития като сватби, кръщенета, празници. Изложени са и много фотографии на войници от Демократичната армия на Гърция, чиято база е Осничани по време на Гражданската война в страната в 1946 – 1949 година. Във втората стая има оригинални традиционни женски носии от края на XIX век – всекидневни и сватбени, тъкани платове, бродерии и предмети от ежедневния бит – казани, тави, готварски тенджери и чинии – селскостопански сечива – рало, воденични камъни, дървени съдове за жито и буркани за зимнина.
Приземният етаж е стая за гости за посетителите на селото.
- Експонати от музея
- Домашни уреди
- Носии
- Дърворезба
- Носии и праисторически находки
- Носии